# Gottfried Feder
Pour les articles homonymes, voir Feder.
Gottfried Feder (Wurtzbourg, 27 janvier 1883 – Murnau, 24 septembre 1941) est un économiste et homme politique allemand.
Il est l’un des premiers membres clés du Parti nazi allemand. Il joua un rôle décisif dans la conception hitlérienne de l'économie et devint le théoricien économique du NSDAP.  C'est aussi lors d'une de ses conférences, en septembre 1919, qu'Adolf Hitler fit sa première apparition politique publique.

## Biographie

### Jusqu’à la Première Guerre mondiale et la fondation du DAP
Gottfried Feder est né à Wurtzbourg, en Allemagne le 27 janvier 1883. Il est le fils du fonctionnaire Hans Feder et de Mathilde Feder (née Luz).  Après ses humanités à Ansbach et Munich, il fait des études d’ingénieur à Berlin et Zurich (Suisse). Diplômé, il fonde une entreprise de construction en 1908 qui est par la suite particulièrement active en Bulgarie où elle construit un certain nombre de bâtiments officiels.
À partir de 1917, Feder étudia les sciences politiques et économiques en autodidacte ; durant la Première Guerre mondiale, il développa une hostilité marquée à l’égard des banquiers.  En 1918, il proposa en vain ses projets de réforme au gouvernement révolutionnaire bavarois.
En 1919, il rédigea un Manifeste pour la rupture de l’asservissement aux intérêts (Brechung der Zinsknechtschaft). Cet écrit fut rapidement suivi de la fondation d’un groupe dévolu à la poursuite de ces objectifs qui réclamait la nationalisation de toutes les banques et l’abolition des intérêts bancaires, le « Deutscher Kampfbund zur Brechung der Zinsknechtschaft ».
La même année, Feder fut également impliqué avec Anton Drexler, Dietrich Eckart et Karl Harrer dans la fondation du Parti ouvrier allemand (Deutsche Arbeiterpartei, DAP), qui allait plus tard se rebaptiser Nationalsozialistische Deutsche Arbeiterpartei (NSDAP).

#### Le mentor d'Hitler
Adolf Hitler, toujours à l'armée, suivit un cours de Feder en juin 1919 à l'université de Munich, à l'instigation de Karl Mayr. Les théories de Feder jouèrent alors un rôle essentiel dans la construction de sa Weltanschauung et Gottfried Feder devint son mentor en matière économique et financière, sujet avec lequel le caporal Hitler avoue qu'il était encore peu familiarisé. Il fut l’inspirateur de l’opposition marquée par Hitler au « capitalisme et à la finance juive ».

« Précédemment, je n'étais pas à même de reconnaître avec la clarté désirable, la distinction entre ce capital proprement dit, dernier aboutissement du travail productif, et le capital dont l'existence et la nature reposent uniquement sur la spéculation.
J'en étais désormais capable grâce à un des professeurs du cours dont j'ai parlé, Gottfried Feder.
Pour la première fois de ma vie, je conçus la distinction entre le capitalisme international de bourse et celui de prêt.
Après avoir écouté le premier cours de Feder, l'idée me vint aussitôt que j'avais trouvé le chemin d'une condition essentielle pour la fondation d'un nouveau parti.
À mes yeux, le mérite de Feder consistait en ceci, qu'avec une tranchante brutalité, il précisait le double caractère du capital : spéculatif, et lié à l'économie populaire ; et qu'il mettait à nu sa condition éternelle : l'intérêt. Ses déductions dans toutes les questions fondamentales, étaient tellement justes que ceux qui, a priori, voulaient le critiquer, en contestaient moins l'exactitude théorique qu'ils ne mettaient en doute la possibilité pratique de leur mise à exécution. Ainsi, ce qui, aux yeux des autres, était un point faible dans l'enseignement de Feder, représentait à mes yeux sa force. »

— Adolf Hitler, Mein Kampf, tome 1, chapitre VIII, p. 208-209
Les enseignements que Hitler tire de sa « formation » économique sont déterminants :

« Lorsque j'entendis le premier cours de Gottfried Feder sur « la répudiation de la servitude de l'intérêt du capital », je compris immédiatement qu'il devait s'agir ici d'une vérité théorique d'une importance immense pour l'avenir du peuple allemand. La séparation tranchée du capital boursier d'avec l'économie nationale présentait la possibilité d'entrer en lutte contre l'internationalisation de l'économie allemande, sans toutefois menacer en même temps par le combat contre le capital les fondements d'une économie nationale indépendante. Je voyais beaucoup trop clairement dans le développement de l'Allemagne pour ne point savoir que la lutte la plus difficile devrait être menée non contre les peuples ennemis, mais contre le capital international. Dans le cours de Feder, je pressentais un puissant mot d'ordre pour cette lutte à venir.
[…]
La lutte contre la finance internationale et le capital de prêt est devenu le point le plus important de la lutte de la nation allemande pour son indépendance et sa liberté économique. »

— Adolf Hitler, Mein Kampf, p. 212

### Les années 1920
En février 1920, avec Adolf Hitler et Anton Drexler, Feder – qui était comme ce dernier un membre de la Société de Thulé – rédigea le Programme en 25 points qui résumait les vues du parti et introduisait ses propres opinions anticapitalistes dans le programme. Certains points, en particulier les articles 11 et 12, portent la marque de la phraséologie de Feder. Quand le document fut présenté le 24 février 1920, plus de 2 000 personnes assistaient à la réunion.
Feder prit part au putsch de la Brasserie en novembre 1923. Après l’arrestation d’Hitler, il resta l’un des dirigeants du parti et fut l'un des 12 élus du NSDAP au Reichstag en 1924.  Il y resta jusqu’en 1936 et il y réclama notamment le gel des taux d’intérêt et la confiscation des biens des citoyens juifs. Il restait un des dirigeants de l’aile anti-capitaliste du NSDAP et publia plusieurs documents, notamment Bases nationales et sociales de l’État allemand (1920), Das Programm der NSDAP und seine weltanschaulichen Grundlagen (« Le programme du NSDAP et la vision du monde sur laquelle il se base », 1927) et Was will Adolf Hitler ? (« Que veut Adolf Hitler ? », 1931).
Feder marqua brièvement de son empreinte la politique officielle du NSDAP en matière financière, mais après qu’il fut devenu président du conseil économique du parti en 1931, ses opinions anti-capitalistes eurent pour effet de tarir en partie le soutien financier des grands industriels allemands. À la suite des pressions exercées par Walther Funk, Albert Vögler, Gustav Krupp, Friedrich Flick, Fritz Thyssen, Hjalmar Schacht et Emil Kirdorf[réf. nécessaire], Hitler décida d’éloigner le parti des opinions économiques de Feder ; lorsqu’il devint Reichskanzler en  janvier 1933, il désigna Feder comme sous-secrétaire au ministère de l’économie en juillet. Ceci déçut Feder qui avait espéré une fonction plus importante.

### Après 1933
Sous le Troisième Reich, Feder continue à rédiger des livres, publiant Kampf gegen die Hochfinanz (« Combat contre la haute finance », 1933) et l’antisémite Die Juden (« Les Juifs », 1934) ; en 1934, il devint Reichskommissar (Commissaire du Reich).
En 1939, il rédigea Die Neue Stadt (« La Nouvelle Cité »). Cet ouvrage peut être considéré comme un essai nazi sur la construction d’une cité-jardin. À cette occasion, il proposa de créer des villes agricoles de 20 000 habitants divisées en neuf unités autonomes et entourées de surfaces vouées à l’agriculture. Chaque ville devait être complètement autonome et autarcique ; des plans détaillés pour la vie quotidienne et les aménagements urbains étaient pris en considération. Contrairement à d’autres théoriciens de la cité-jardin, il pensait que les régions urbaines pouvaient être réformées en subdivisant l’environnement existant en quartiers autarciques. Cette idée de créer des grappes de quartiers autonomes formant une ville de taille moyenne fut popularisée par Uzo Nishiyama au Japon. Elle serait par la suite appliquée au cours de l’ère construction de nouvelles cités japonaises.
Après la Nuit des Longs Couteaux en juin 1934, au cours de laquelle les dirigeants des SA comme Ernst Röhm ou Gregor Strasser sont assassinés, Feder commence à se retirer du gouvernement, pour finir professeur honoraire à la Technische Hochschule de Berlin en décembre 1936. Il reste en fonction jusqu’à son décès à Murnau am Staffelsee le 24 septembre 1941.

## Publications
- 1919 : An Alle, Alle! Das Manifest zur Brechung der Zinsknechtschaft des Geldes (Manifeste pour la rupture de l’asservissement aux intérêts), réédition 2012 sous le titre Manifeste pour briser les chaînes de l’usure édition Le Retour Aux Sources
- 1920 : Le Programme des 25 points ;
- 1920 : Bases nationales et sociales de l’État allemand ;
- 1927 : Das Programm der NSDAP und seine weltanschaulichen Grundlagen (Le programme du NSDAP et la vision du monde sur laquelle il se base) ;
- 1931 : Was will Adolf Hitler? (Que veut Adolf Hitler ?) ;
- 1933 : Kampf gegen die Hochfinanz (Combat contre la haute finance) ;
- 1934 : Die Juden (Les Juifs) ;
- 1939 : Die Neue Stadt (La nouvelle Ville).